# Yoshitaka Ohashi
Yoshitaka Ohashi (født 1. juli 1983) er en japansk tidligere professionel fodboldspiller.
Han har spillet for flere forskellige klubber i sin karriere, herunder Vegalta Sendai og AC Nagano Parceiro.